# MG TD
MG TD – samochód sportowy produkowany przez brytyjską firmę MG w latach 1949−1953. Wyposażony był on w otwarte nadwozie ze składanym dachem. Samochód był napędzany przez silnik o pojemności 1,3 l. Wyprodukowano łącznie około 30 000 egzemplarzy tego modelu.

## Dane techniczne
- Silnik: R4 1,3 l (1250 cm³)[1]
- Układ zasilania: b.d.
- Średnica × skok tłoka: b.d.
- Stopień sprężania: b.d.
- Moc maksymalna: 55 KM (40 kW)[1]
- Maksymalny moment obrotowy: 5,500rpm
- Prędkość maksymalna: 131km/h